# Chamaesphecia xanthosticta
Chamaesphecia xanthosticta is een vlinder uit de familie wespvlinders (Sesiidae), onderfamilie Sesiinae.
De wetenschappelijke naam van de soort is voor het eerst geldig gepubliceerd door Hampson in 1893. De soort komt voor in het Palearctisch gebied.